# Waterwolftunnel
De Waterwolftunnel is een tunnel die deel uitmaakt van de provinciale weg N201 in de Nederlandse provincie Noord-Holland. De tunnel ligt tussen Aalsmeer en Schiphol onder de Ringvaart van de Haarlemmermeerpolder. De Waterwolftunnel heeft een gesloten deel van ongeveer 700 meter en een deel van 300 meter met een open bak. De tunnel heeft twee van elkaar gescheiden tunnelbuizen voor de twee keer twee rijstroken. Tussen de tunnelbuizen ligt het middentunnelkanaal, dat de functie heeft van technische ruimte en dat tevens is bedoeld als vluchtroute.
De naam van de tunnel werd gekozen aan de hand van een stemming in het voorjaar en de zomer van 2009 op de website van de N201. De tunnel ontleent zijn naam aan de Waterwolf, dit was een bijnaam van het Haarlemmermeer, vanwege het woeste en landvretende karakter van het meer.
De Waterwolftunnel maakt deel uit van het in de periode 2006 tot 2013 aangelegde nieuwe deel van de N201, dat het verkeer noordelijk van het centrum van Aalsmeer en Uithoorn omleidt. De tunnel is op 22 april 2013 in gebruik genomen.